# جهاز التمارين الإيزومترية
جهاز التمارين الإيزومترية هو جهاز يُستخدم لممارسة التمارين لمعظم أجزاء الجسم بما في ذلك الرسغ، وغالبًا ما يُستخدم جزءًا من العلاج الطبيعي أو بهدف بناء القوة العضلية بطريقة منخفضة التأثير على المفاصل. وتتنوع الأجهزة في الحجم من آلات كبيرة وضخمة تُستخدم من قبل الأطباء إلى أجهزة صغيرة محمولة باليد يمكن استخدامها بشكل فردي. وقد استُخدمت الأجهزة الإيزومترية منذ قرون. كانت الأجهزة الأولى لا تُظهر ناتج قوة المستخدم، أما في الوقت الحاضر فهناك أجهزة يمكنها عرض قوة المستخدم رقميًا، وقبل ذلك كانت بعض الأجهزة تستخدم تنسيقًا تماثليًا.

## الوظيفة
تُستخدم أجهزة التمارين الإيزومترية لأداء التمارين أو اختبارات القوة من خلال انقباض عضلي ثابت دون حدوث أي حركة مرئية في زاوية المفصل. وهذا ينعكس في الاسم؛ حيث يجمع مصطلح "إيزومتري" بين البادئة "iso" (نفس) وmetric" (قياس)، مما يعني أن طول العضلة لا يتغير أثناء هذه التمارين، بخلاف الانقباضات الإيزوتونية (حيث تعني كلمة "تونوس" "توتر" باليونانية)، والتي لا يتغير فيها مقدار الانقباض لكن زاوية المفصل تتغير. غالبًا ما تستخدم أجهزة التمارين الإيزومترية الحديثة مقاييس للقوة ومعالجًا دقيقًا، ثم تُعرض القوة على شاشة LCD أو تُخزّن البيانات ليتم تحميلها لاحقًا على جهاز كمبيوتر.

## الاستخدامات الطبية
يمكن أيضًا استخدام التمارين الإيزومترية بجانب سرير المريض للتفريق بين أنواع مختلفة من النفخات القلبية، حيث تزداد شدة نفخة ارتجاع الصمام الميترالي. مقارنةً بالأقل شدة نفخة تضيق الأبهر.

## المقارنة مع التمارين الديناميكية
تختلف التمارين الإيزومترية في تأثيرها التدريبي مقارنةً بالتمارين الديناميكية. فبينما تعمل التمارين الإيزومترية على زيادة القوة عند زوايا المفصل المحددة التي تُؤدى بها التمارين، وكذلك بدرجة أقل عند زوايا مفصلية إضافية، تعمل التمارين الديناميكية على زيادة القوة على كامل نطاق الحركة. وبشكل عام، فإن الأشخاص الذين يتدربون باستخدام التمارين الإيزومترية لا يتدربون على مدى حركة كامل، لأن القوة المكتسبة عند زاوية المفصل المستهدفة هي ما يحتاجون إليه.وعلى الرغم من أن التمارين الديناميكية تعتبر أفضل قليلًا من التمارين الإيزومترية في تعزيز الانقباض السريع للعضلة، فإن التمارين الإيزومترية تتفوق بشكل كبير على التمارين الديناميكية في زيادة القوة القصوى عند زاوية المفصل المحددة. يمكن زيادة المرونة عند أداء التمارين الإيزومترية في أقصى نطاق حركة للمفصل. وتُفعّل هذه الانقباضات العضلية أليافًا عضلية غالبًا ما يتم إهمالها في بعض التمارين الديناميكية. فعلى سبيل المثال، يتمتع لاعبو الجمباز بقوة كبيرة في نطاقات حركة واسعة من خلال ممارسة الثباتات الإيزومترية.